# Armand Isaac-Bénédic
Armand Isacc-Bénédic (Parigi, 26 agosto 1875 – Parigi, 26 ottobre 1962) è stato un giocatore di curling francese.

## Biografia
Partecipò ai I Giochi olimpici invernali  (edizione disputata a Chamonix, Francia, nel 1924), riuscendo a vincere una medaglia di bronzo nella squadra francese con i connazionali Henri Aldebert, Georges André, Henri Cournollet, Pierre Canivet.
Nell'edizione l'argento andò agli svedesi, l'oro alla Gran Bretagna.